# Bracia przyrodni
Bracia przyrodni – amerykańska komedia z 2008 roku.

## Obsada
- Will Ferrell – Brennan Huff
- John C. Reilly – Dale Doback
- Mary Steenburgen – Nancy Huff
- Richard Jenkins – Robert Doback
- Adam Scott – Derek
- Kathryn Hahn – Alice
- Andrea Savage – Denise
- Elizabeth Yozamp – Tiffany
- Lurie Poston – Tommy
- Logan Manus – Chris Gardoski
- Travis T. Flory – Red Head Kid
- Adam Herschman – Goose
- Rob Riggle – Randy
- Ken Jeong – pracodawca

## Fabuła
Bohaterami filmu są dwaj niefrasobliwi faceci: Brennan i Dale, którzy mieszkają z jednym ze swoich rozwiedzionych rodziców. Nie byłoby w tym nic dziwnego, gdyby nie fakt iż obaj panowie są już czterdziestolatkami. Pewnego dnia samotna kobieta podczas konferencji naukowej poznaje mężczyznę, w którym zakochuje się od pierwszego wejrzenia. Po zaledwie paru tygodniach znajomości, postanawiają wziąć ślub, a bohaterowie w ten właśnie sposób stają się dla siebie przyrodnimi braćmi.
Film opowiada o zabawnych perypetiach owych rozwydrzonych dużych dzieciaków – braci, którzy nie darzą siebie wielkim uczuciem, czy choćby nawet sympatią. Przyczyną takiego stanu rzeczy był fakt przeprowadzki Brennana i jego matki do nowego domu – do ojczyma i brata przyrodniego. Brennan jest niezadowolony ponieważ musiał zmienić swoje dotychczasowe przyzwyczajenia, zaś Dale nie jest ucieszony z faktu iż będzie musiał dzielić pokój z nowym bratem.